# Процевський Олександр Іванович
Олекса́ндр Іва́нович Проце́вський (* 28 березня 1929, Мальцевка — тепер Корочанського району Курської області  — 12 серпня 2016, Харків) — український правознавець, кандидат юридичних наук — 1963, доцент — 1964, доктор юридичних наук — 1971, професор — 1973, заслужений діяч науки і техніки України — 1981, академік Міжнародної кадрової академії — 1999, член-кореспондент Національної академії правових наук України — 2010.

## Життєпис
Походить з багатодітної селянської родини — мав вісім братів та сестер; батько був шорником, мати займалася вихованням дітей. У 1930 році родина переїхала до Великого Бурлука, вчився в початковій школі, працював в колгоспі, перебував на окупованій території. Служив юнгою на мінному тральщику Чорноморського військового флоту, котрий знешкоджував міни в Чорному морі, що лишилися після воєнних дій — за це згодом був прирівняний до учасника нацистсько-радянської війни.
1956 закінчив Харківський юридичний інститут. До 1958 працював помічником прокурора Севастополя. Від 1959 — у Харківському юридичному інституті: аспірант, асистент, доцент, професор, завідувач кафедри трудового права, проректор з навчальної роботи.
Від 1991 — професор Харківського педагогічного університету, з 1994 — директор Інституту економіки і права.
Досліджував проблеми правовідносин у трудовому праві, теорію розвитку законодавства про працю в Україні.
Автор 399 наукових праць, з яких 8 монографій, 2 підручники, 7 навчальних посібників.
Найбільш значними науковими працями є:
- 1961 — «Робочий час та робочий день по радянському трудовому праву» — кандидатська дисертація
- 1970 — «Трудові відносини та метод їх правового регулювання» — докторська дисертація
- 1972 — «Предмет радянського трудового права»
- 1972 — «Метод радянського трудового права»
- 1975 — «Заробітна плата і ефективність суспільного виробництва»
- 1981 — «Трудове право»
- 1982 — «Гуманізм норм радянського трудового права»
- 1991 — «Яким бути трудовому кодексу України»
- 2006 — «Шляхи забезпечення балансу інтересів сторін трудового договору»
- 2009 — «Чи є підстави для перегляду системи права України?»
- 2014 — «Методологічні засади трудового права»

Як науковець підготував 8 докторів та 39 кандидатів юридичних наук.
Син, Процевський Віктор Олександрович — декан юридичного факультету, доктор юридичних наук, професор.
Після тривалої хвороби, з якою боровся Олександр Іванович, він помер в ніч на 12 серпня 2016 року у віці 87 років. Похований на Кладовище № 13 м. Харкова.